# Гонейм, Мухаммед Закария
Мухаммед Закария (Мохаммед Захария) Гоне́йм (араб. زكريا غنيم‎; 1905, Египет — 2 января 1959, Египет) — египетский египтолог и археолог. Известен открытием «погребённой» пирамиды фараона Сехемхета.

## Биография
Мухаммед Гонейм родился в семье коптского происхождения, обратившейся в ислам в конце XIX века. Окончил Каирский университет в 1934 году, где он занимался на кафедре египтологии, основанной русским египтологом В. С. Голенищевым, который был первым руководителем этой кафедры с 1924 по 1929 годы. После окончания университета Мухаммед Гонейм работал сначала хранителем Департамента древностей в Саккара (перед Второй мировой войной занимался там раскопками на погребальном храме Униса), а затем, в 1939 году получил должность Главного инспектора Департамента древностей в Саккара. В качестве инспектора Департамента древностей учёный успел поработать в Асуане, в Эдфу (Идфу), в фиванском некрополе в Луксоре, какое-то время занимал эту должность для всего Южного Египта.
9 марта 1951 года Мухаммеда Гонейма снова перевели инспектором в Саккару. На этом посту учёный принимал активное участие в раскопках в некрополе Саккара, а также изучал храм Униса, расположенный близ Мемфиса. 27 сентября 1951 вернулся к раскопкам в Саккаре, и 29 января 1952 сделал открытие, принёсшее ему мировую известность: обнаружил там остатки незавершённой пирамиды, засыпанной песками пустыни. Раскопки этой пирамиды продолжались несколько лет, и 31 мая 1954 года Гонейм вступил в погребальную камеру, где обнаружился нетронутый алебастровый саркофаг. Это вызвало огромный ажиотаж в СМИ, испытавших разочарование, когда при торжественном открытии саркофага (в присутствии высокопоставленных государственных чиновников, репортёров и съёмочных групп) тот оказался пустым; впрочем, присутствовавший здесь премьер-министр Гамаль Абдель Насер похвалил археолога за его работу.
Путём анализа надписей на печатях от сосудов и путём сравнительного анализа незаконченной пирамиды и гробниц фараонов III династии Гонейм доказал, что обнаруженное в пирамиде имя, обведённое в серех Хора, вероятно принадлежит неизвестному до тех пор наследнику Джосера — Сехемхету. Таким образом, открытая Гонеймом пирамида стала считаться второй по древности в Египте после пирамиды Джосера. Сам первооткрыватель отправился в лекционный тур по США и при поддержке Леонарда Котрелла написал научно-популярную книгу «Погребённая пирамида» (в другом варианте «Потерянная пирамида»), переведённую на несколько языков.
Безосновательно обвинённый в нелегальной контрабанде древностей, Мухаммед Закария Гонейм бросился в Нил в 1959 году. Французский археолог Жан-Филипп Лауэр попытался помочь другу, найдя пропавший предмет, но было слишком поздно. Мраморный бюст Гонейма выставлен в мемориале великих египтологов мира перед Египетским музеем в Каире.

## Опубликованные работы
- The buried pyramid. Longmans, Green; — London, New York, 1956.
- The lost pyramid. Rinehart; — New York, 1956.
- Excavations at Saqqara: Horus Sekhem-khet, the unfinished step pyramid at Saqqara; Impr. de l’Institut français d’archéologie orientale; Le Caire, 1957.

### Издание на русском языке
- Гонейм М. З. Потерянная пирамида / Пер. с англ. Ф. Л. Мендельсона; Предисл. акад. В. В. Струве; Отв. ред. И. С. Кацнельсон; Худ. Г. В. Храпак. — М.: Географгиз, 1959. — 120, [16] с. — (Путешествия. Приключения. Фантастика). (обл.)